# Arbitre (basket-ball)
Pour les articles homonymes, voir Arbitre et Arbitre sportif.
 (juin 2018).
Si vous disposez d'ouvrages ou d'articles de référence ou si vous connaissez des sites web de qualité traitant du thème abordé ici, merci de compléter l'article en donnant les références utiles à sa vérifiabilité et en les liant à la section « Notes et références ».
 (juin 2018).
Améliorez-le ou discutez des points à vérifier. 

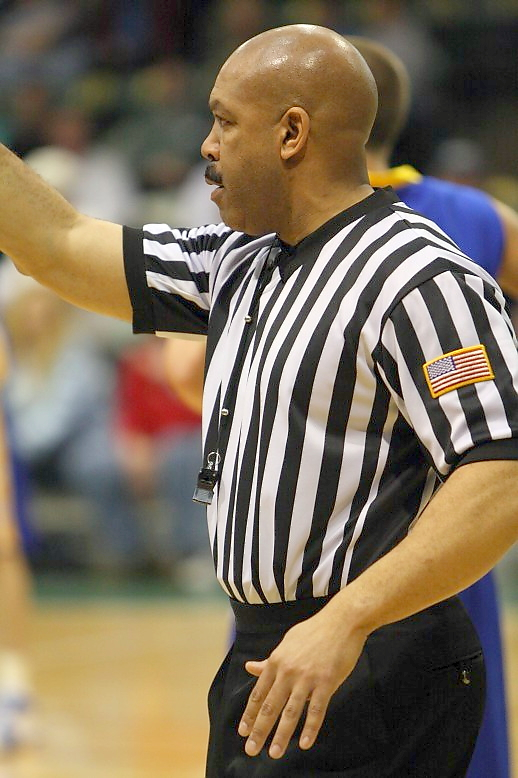
Moe Kincaid, Arbitre de basket-ball universitaire américain (NCAA)

Un arbitre de basket-ball est la personne qui dirige le déroulement d'une rencontre de ce sport. En France, ils sont généralement au nombre de deux, et trois en Jeep Elite, Pro B et LFB.
Lors d'un match, il y a un arbitre principal et un (ou deux) aide-arbitre. Au cours du match, leur capacité de décision est la même. Pendant le jeu, selon la mécanique d'arbitrage de la FIBA, ils sont répartis en un arbitre de tête (à l'avant du jeu) et un arbitre de queue (à l'arrière) (et éventuellement un arbitre centre, à l'opposé de ses collègues).
En France, la tenue des arbitres de basket-ball est grise avec un pantalon noir. Elle l'est également en NBA. En Euroleague, les arbitres sont vêtus de orange.
Dans l'encadrement d'un match, les arbitres sont aidés par la table de marque (OTM : Officiels de Table de marque).
En France, les arbitres sont encadrés par la Commission fédérale des arbitres, marqueurs et chronométreurs.

## Formation des arbitres
Il existe aujourd'hui différentes façons pour un arbitre de devenir officiel. La plus répandue est celle de la formation par le comité départemental, elle s'effectue souvent sur plusieurs journées réparties sur une saison. À l'issue de ces journées, un QCM sur le règlement, un oral sur un point du règlement et une évaluation pratique par les formateurs détermine le sort final de l'arbitre stagiaire. La seconde façon pour valider son diplôme est de participer aux « France Basket Camps » organisés par la Fédération française de basket-ball ou aux autres camps agréés réparties sur tout le territoire pendant les vacances d'été. Cette formation est assurée par des arbitres de Jeep Elite, de Pro B ou championnat de France. Dans tous les cas, l'arbitre stagiaire doit valider ses connaissances sur le code de jeu via une formation en ligne.
Dans certains comités, la commission d'arbitrage départementale peut mettre en place une journée dite de « recyclage » afin de permettre à tous les arbitres officiels du département de revoir les dernières modifications du règlement et de s'accorder sur différentes situations possibles.

## Les violations
Ce sont tous les coups de sifflets en dehors des fautes :
- La gestuelle de base : tous les coups de sifflets indiquant une violation doivent être simultanés avec la main ouverte levée avec le bras tendu et terminé (après la gestuelle suivante) par la direction avec laquelle le jeu va reprendre.
- La sortie (de balle) : l'arbitre fait simplement la gestuelle de base mais peut aussi montrer l'endroit de la violation.
- Le marcher : l'arbitre réalise des moulinets devant lui avec ses bras pliés et poings fermés.
- La reprise de dribbles : l'arbitre bat des mains comme un nageur bat des pieds. Les mains doivent être ouvertes.

## Arbitres réputés

### En France
- Yvan Mainini : ex Président de la Fédération Internationale de Basket-ball (FIBA) et ex-Président de la Fédération Française de Basket-ball
- Robert Blanchard : a officié lors de la finale olympique en 1956 à Melbourne entre l'URSS et les Etats-Unis.
- Chantal Julien : a officié lors de deux finales féminines opposant les deux fois les États-Unis à l'Australie aux Jeux Olympiques d'Athènes 2004 et de Pékin 2008.
- Eddie Viator : a officié 21 finales de championnat de France (dont 16 comme crew chief), un record depuis 1922.
- Yohan Rosso : a officié la finale de la Coupe du Monde 2019
- Nicolas Maestre : arbitre FIBA, haut-niveau
- Mehdi Difallah : a remporté 3 fois le tromphée LNB "Arbitre" qui récompense le meilleur arbitre de la saison en Betclic ELITE[3].

### En NBA
- Joe Crawford
- Violet Palmer
- Dee Kantner
- Lauren Holtkamp-Sterling